# تووتسوو
تووتسوو (به لاتین: Tłuczewo) یک منطقهٔ مسکونی در لهستان است که در Linia, Pomeranian Voivodeship واقع شده‌است.

## خصوصیات
تووتسوو ۲۲۰ نفر جمعیت دارد.